# حاسوب الوطواط

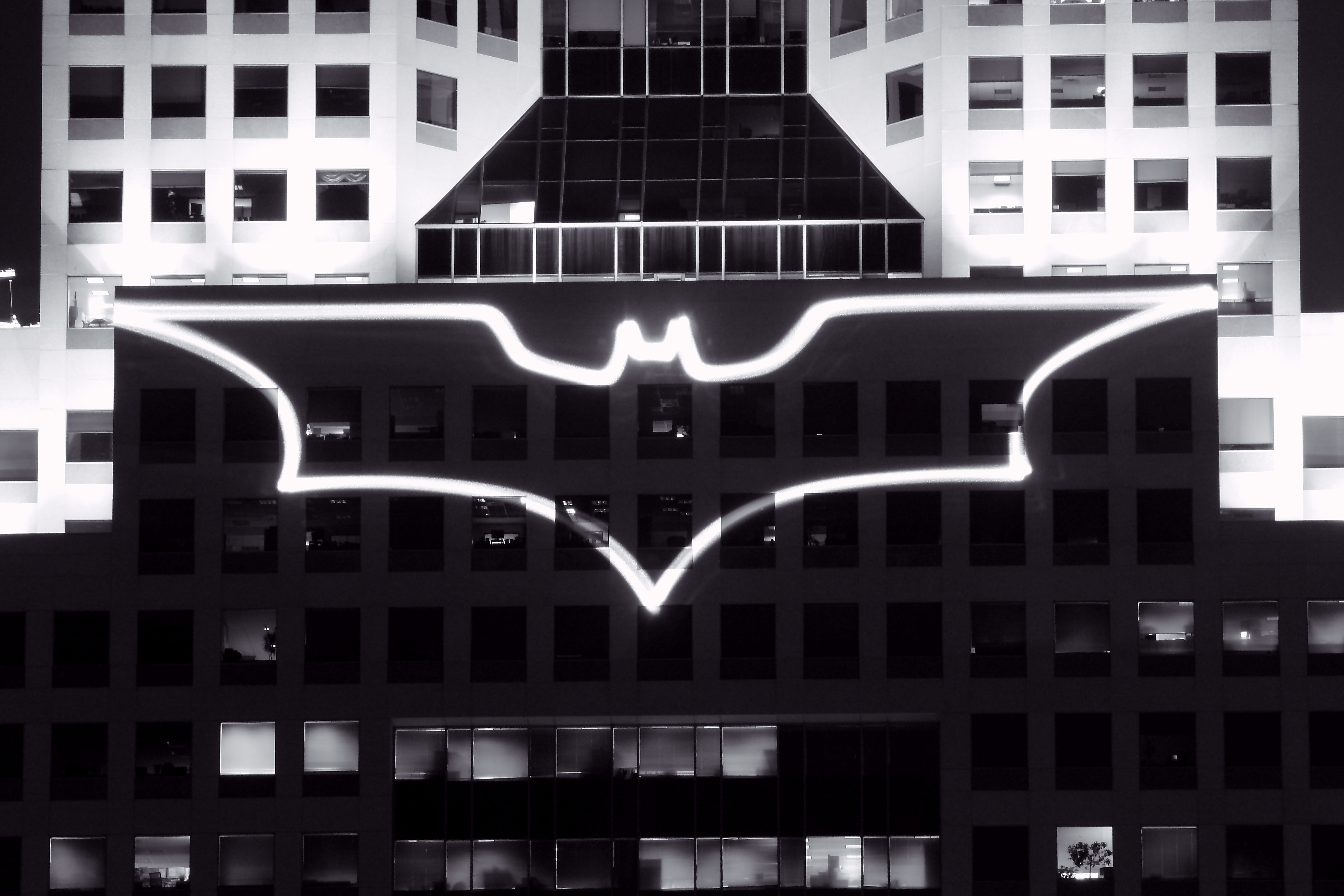

حاسوب الوطواط (بالإنجليزية: Batcomputer)‏ هو نظام حاسوب خيالي المستخدم من قبل البطل الخارق باتمان. ويقع في كهف الخفاش.

## الصورة في الخيال
يصور عادة حاسوب الوطواط كجهاز حاسوب فائق قوي. مع تكنلوجيا متقدمة من العالم الحقيقي، تطورت الصورة الخيالية لحاسوب الوطواط. بدأت الآلة كحاسب بطاقة مثقبة ويتم تصويرها حالياً كجهاز حاسوب فائق كمومي.

### الكوميكس
غالبًا ما يعمل حاسوب الوطواط كآلية تخطيط أو أداة متحدثة.
في وفاة في العائلة يستخدم جيسون تود الحاسوب للأستدلال على هوية والدته.

### الأعمال الحية

#### باتمان(مسلسل تلفزيوني)
ظهر في السلسلة التلفزيونية لآدم ويست في عام 1966 يميز كهف الخفاش على نطاق واسع، تم تصويره على أنه كهف كبير ومضاء جيدا ًمليئ بكل أنواع الحواسيب والأجهزة.
تماشياً مع أسلوب المعسكر في المعرض، تم تصوير عدد من الأجهزة الغريبة كجزء من جناح الحوسبة في الكهف. وشملت هذه:
- ماس-الوطواط (مصدر طاقة لحاسوب الوطواط، والتي يجب أن تكون أكثر نقاءاً من الماس الطبيعي، بل هو أكثر 10,000 قيراط (2.0 كـغ))
- تبديل التركيز المتسارع (يزيد من قوة الحوسبة في حاسوب الوطواط عندما يكون متوترًا)
- مستشعر-الوطواط ثنائي الهوية
- تروس تحليل-الوطواط
- زر أبتلاع-الوطواط
- إشارة مقاومة-حاسوب الوطواط (تأتي على شكل ضوء عندما لا يفهم حاسوب الوطواط السؤال)
- قوس هروب-الوطواط
- إشارة تصحيح-الوطواط (تنبيهات لباتمان أو روبن عندما يقولون شيئاً غير صحيح)
- صوت نحلل مكافح-الجريمة
- مرفقات خاصة لرصد الزلازل
- فتحة إدخال حاسوب الوطواط (إدخال بعض مصادر المعلومات، مثل دفتر الهاتف، لذلك يمكن إجراء البحث)
- شرائح رسم-الوطواط (صنع ألفريد هذه لتكون أكثر إفادة من بطاقات الجديلة المعتادة)

«حاسوب الوطواط» كان في الواقع معدات فائضة من Burroughs Corporation وكان واحداً من العديد من قطع هذه المعدات التي لا تستخدم فقط في كهف الوطواط في مسلسل باتمان 1966-68، ولكن أيضاً في غيرها من منتجات تونتيث سينتشوري فوكس في تلك الفترة، مثل فقد في الفضاء والنفق الزمني (من قبيل الصدفة، بث في السابق في نفس فترة باتمان خلال عام 1966 وجزء من عام 1967).

#### الأفلام

##### باتمان (1989)
كان حاسوب الوطواط الذي تم استخدامه في فيلم باتمان 1989واقعيًا في تصميمه. يظهر حاسوب الوطواط لأول مرة عندما يكون بروس واين في كهف الوطواط ويرى في أشرطة الفيديو الأمنية من القصر عندما يتم تنبيه المفوض جوردون من وصول جاك نابيير والملازم. ماكس إيكاردت إلى أكسيز للمواد الكيميائية. في وقت لاحق في الفيلم، يظهر عندما يجلب باتمان فيكي فال إلى كهف الوطواط يظهر مزيج قاتل من منتجات الصحة والجمال للجوكر. وأخيرًا، يستخدم بروس الكمبيوتر لمراقبة تحدي الجوكر له بينما يتذكر بأنه قد قتل والديه قبل سنوات.

##### عودة باتمان
يظهر حاسوب الوطواط لأول مرة عندما يقرأ بروس ملفات سيرك البطريق المثلث الأحمر. كما يستخدم الحاسوب لإلحاق الضرر بحملة البطريق لرئيس بلدية مدينة غوثام عبر تداخل التردد من خلال تشغيل تسجيل كان فيه البطريق يهين مواطني غوثام. في نهاية الفيلم، يقوم ألفريد بنفس الشيء ضد جيش طيور البطريق التي تخدم الشرير.

##### باتمان إلى الأبد
يظهر حاسوب الوطواط لفترة وجيزة خلف شعار الوطواط الكبير في كهف الوطواط عندما يناقش بروس مع ديك غرايسون بعد أنقاذ ديك لباتمان من ذو الوجهين في مترو الأنفاق الذي تحت الإنشاء. يتم استخدام الحاسوب لمشاهدة تقرير إخباري عن الحادث. يتم تدمير حاسوب الوطواط في نهاية المطاف بواسطة ريدلر.

##### باتمان وروبن
في فيلم باتمان وروبن في عام 1997, يقوم ألفريد ببرمجة خوارزميات دماغه في حاسوب الوطواط ويخلق محاكاة افتراضية لنفسه. 

##### فارس الظلام & نهوض فارس الظلام
يظهر حاسوب الوطواط في فارس الظلام وهو حاسوب فائق ذو قدرات متطورة تتميز بإعداد ثمان شاشات مع العديد من أجهزة كمبيوتر سطح المكتب طراز بويرإيدج من ديل متاخمة لمكتبه الرئيسي. من اللقطات، يتبين بأنها تستخدم نظام لينوكس من لقطات شاشة الجوكر. تتضمن قدراته المتقدمة التعرف على الوجه والوصول إلى حركة مرور مدينة غوثام وكاميرات المدينة. من المرجح بأن حاسوب الوطواط يصل بقاعدة البيانات الجنائية لقسم شرطة مدينة غوثام.
يستخدم باتمان أيضاً حاسوب وطواط أكثر قوة لتعقب، الجوكر، عبر السونار باستخدام تكنولوجيا تصوير الهاتف المحمول. وتم تدميره في وقت لاحق من قبل لوسيوس الذي يظن بأنه طاقة زائدة للغاية من أجل رجل واحد.
في نهوض فارس الظلام, يستخدم باتمان حاسوب وطواط مختلف مرة أخرى للبحث عن بصمة بيانات سيلينا كايل في السجلات الجنائية من قاعدة بيانات شرطة مدينة غوثام. يوجد الحاسوب الآن في كهف الوطواط معاد تركيبه بشاشة مزدوجة.

##### تمديد عالم دي سي
يظهر حاسوب الوطواط في باتمان ضد سوبرمان: فجر العدالة. يتم أستخدامه للإشارة إلى البرق، المرأة المعجزة (التي تظهر في الفيلم)، سايبورغ، والرجل المائي. حاسوب الوطواط يعمل على البحث عن النشاط الإجرامي. في فرقة العدالة، يستخدم بشكل رئيسي من قبل ألفريد لمساعدة الفريق في المهمة.

### الرسوم المتحركة

#### باتمان: مسلسل رسوم متحركة
في مسلسل باتمان يستخدم حاسوب الوطواط بأعتباره قاعدة البيانات وأداة بحث في حلقات «الأسماك الضاحكة» و «روحه السيليكونية.»

#### باتمان بيوند
في باتمان بيوند بروس واين العجوز يستخدم حاسوب الوطواط لرصد خليفته كباتمان، تيري ماكغينيس، وبدلة الوطواط خاصته.

#### الباتمان
في مسلسل الرسوم المتحركة لعام 2004 الباتمان تظهر «موجة-الوطواط» وهي إشارات تحذير، تنادي باتمان قبل ذهاب إشارة الوطواط إلى الخدمة.

#### إحذر باتمان
في إحذر باتمان، يُظهر درجة من الشعور والشخصية. ويخبر باتمان بأستمرار عن أحتمالات غير مرجحة لديه من البقاء في مهمة أو وضع معين.

#### فيلم ليغو باتمان
حاسوب الوطواط (يسمى هنا «'بيوتر») هو أحد الشخصيات الرئيسية في فيلم ليغو باتمان, وعبرت عنه مازحاً عن طريق سيري. يبدو هذا الإصدار من حاسوب الوطواط بأن له وعي وموالي لباتمان، كما أنه لديه القدرة على التحكم بمركبات باتمان عن بعد.
حاسوب الوطواط «يعيش» في عزبة واين، وعلى مركبات باتمان وقناعه.

### ألعاب الفيديو
- باتمان وروبن، مبنية على فيلم يحمل نفس الاسم، ويضم عدة حواسيب الوطواط مخفية في جميع أنحاء مدينة جوثام. وهيه بمثابة كل من أداة اللعب وقائمة الحفظ في اللعبة.
- باتمان: الجرأة والشجاعة – لعبة الفيديو، تتميز بحاسوب الوطواط بارز في القائمة الرئيسية.
- في باتمان: مصحة آركام, يستخدم باتمان نظام كمبيوتر مماثل لحاسوب الوطواط الذي يقع في كهف الوطواط النسخة الأحتياطية، الذي أقام به باتمان في جزيرة آركام في حالات الطوارئ مثل هروب الجوكر في اللعبة. يستخدم باتمان الحاسوب لتحليل صيغة التايتن من أجل تطوير ترياق. يتم لاحقاً تدمير نظام الحاسوب جزئياً.
- في باتمان: مدينة آركام, يستطيع باتمان الأتصال بقاعدة بيانات حاسوب الوطواط عبر بدلة الوطواط للوصول إلى ملف الشخصيات أو الأتصال بألفريد الذي لديه حق الوصول إلى حاسوب الوطواط في كهف الوطواط. ويمكنه أيضاً إرسال المعلومات إلى ألفريد لتحليلها في كهف الوطواط. يظهر حاسوب الوطواط الفعلية في خريطة تحدي كهف الوطواط DLC.
- باتمان: أصول آركام تتميز بحاسوب الوطواط الرئيسي يقع تحت عزبة واين والذي يمكن زيارته. في جميع أنحاء القصة، غالباً ما يُستخدم من قبل ألفريد لتحليل الأدلة ومعالجة البيانات التي يجدها باتمان في الميدان.
- باتمان: فارس آركام, باتمان يمكنه الأتصال بقاعدة بيانات حاسوب الوطواط عبر بدلة الوطواط ويمكن لألفريد الوصول لحاسوب الوطواط من كهف الوطواط. بالإضافة إلى ذلك، لدى باتمان نسخة أحتياطية من حاسوب الوطواط خارج كهف الوطواط خارج الموقع الذي أنشأه في استوديو الأفلام القديم حيث وضع الحجر الصحي على الأشخاص الذين أخذوا جوانب من شخصية الجوكر بسبب تلقيهم بعض الدماء المشبعة من التايتن التابع للجوكر خلال أحداث مدينة آركام (حيث سيكون من الخطر الأحتفاظ بهم في كهف الوطواط في عزبة واين). يتم أستخدام هذا الحاسوب بواسطة روبن وباتمان لإجراء تحاليل طبية على الأفراد المحجورين لإيجاد علاج. في وقت لاحق تقتحم هارلي كوين كهف الوطواط هذا وتفرج عن المرضى مما يضطر باتمان لتعقبهم.
- ليغو الأبعاد تتميز بحاسوب الوطواط القابل للبناء في حزمة القصة.

## وصلات خارجية
- ملف الشخصية - الأدوات - كهف الوطواط
- أفلام - فارس الظلام - الأدوات - كهف الوطواط